# 2018 en Grèce
Chronologie de la Grèce
- 2014
- 2015
- 2016
- 2017
- 2018
- 2019
- 2020
- 2021
- 2022

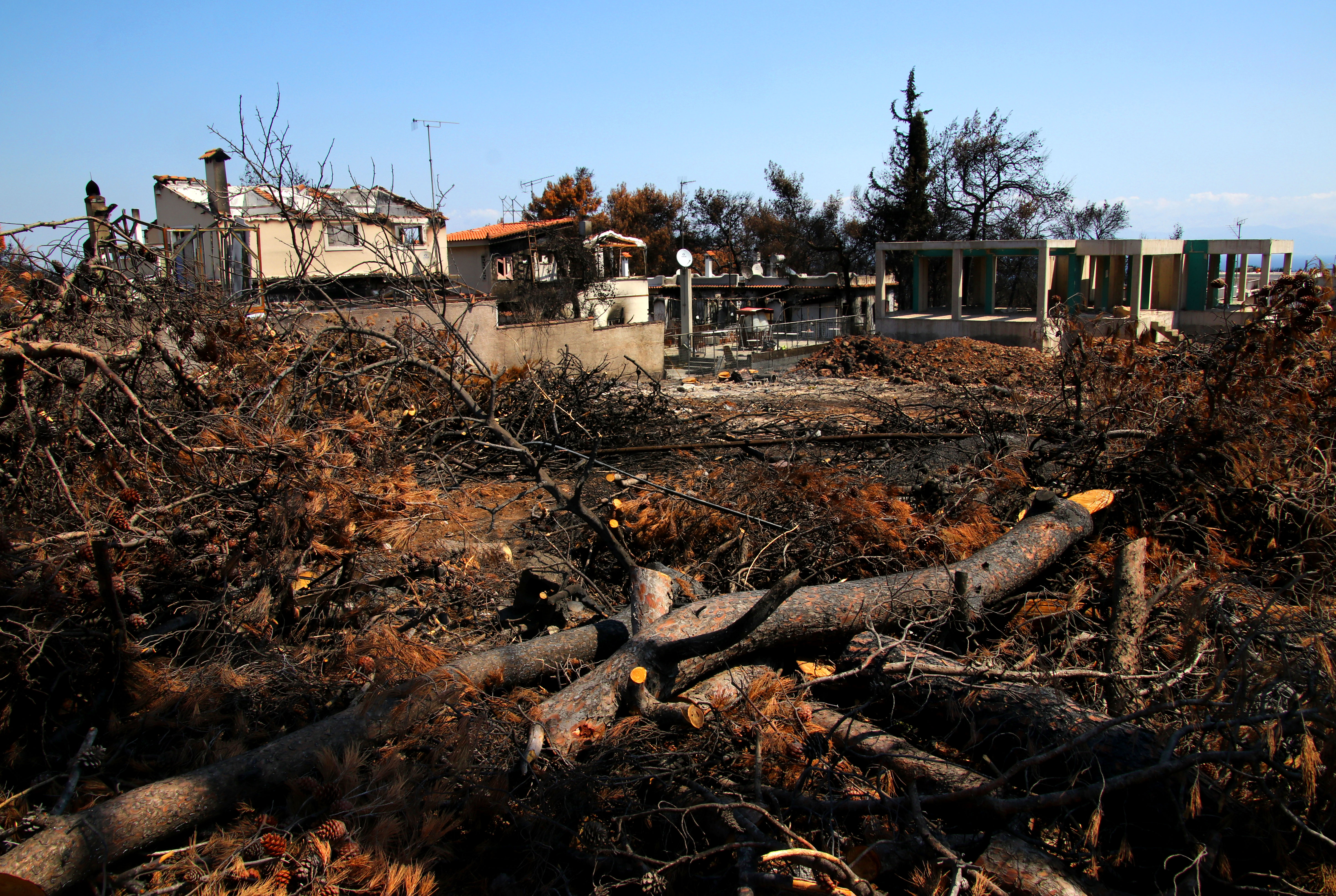
Dégâts occasionnés par les feux de forêt de l'été 2018 en Attique.

Cette page concerne les évènements survenus en 2018 en Grèce  :

## Évènement
- 13 juillet : Adoption du programme Clisthène I.
- 23-26 juillet : Feux de forêt en Attique
- 25-26 octobre : Séisme de 2018 en mer Ionienne
- 1er-11 novembre : Festival international du film de Thessalonique
- 17 décembre : Attaque terroriste de Skai TV (en)
- Cyclone Zorbas (en)

## Sortie de film
- L'Amour et la Révolution
- Les Moissonneurs

## Sport
- 9-25 février : Participation de la Grèce aux Jeux olympiques d'hiver, à Pyeongchang en Corée du Sud.
- 9-11 mars : Tour international de Rhodes
- 9-18 mars : Participation de la Grèce aux Jeux paralympiques d'hiver, à Pyeongchang en Corée du Sud.
- 22 juin-1er juillet : Participation de la Grèce aux Jeux méditerranéens, à Tarragone, en Espagne.
- Championnat de Grèce de football 2017-2018
- Championnat de Grèce de football 2018-2019

## Création
- 23 janvier : Commandement de l'aviation marine (en)
- 16 mars : Mouvement pour le changement
- 19 mars : Agence de l'espace hellénique (en)
- 3 décembre : Panathinaïkos Personnes handicapées (en), club de sport.

- Festival du film de Santorin (en)
- Giannitsa F.C. (en), club de football.
- Parc national de Tzoumérka-Achelóos-Ágrafa-Météores
- Université de l'Attique occidental (en) (Athènes)

## Décès
- Theodore Antoniou, compositeur et chef d'orchestre.
- Takis Loukanidis, footballeur.
- Kóstas Polítis, joueur de basketball.